# Maria Oespenskaja
Maria Oespenskaja (Russisch: Мария Успенская) (Moskou, 25 april 1982), ook wel Uspenskaya of Uspenskaja, is een Russisch klavecimbel- en pianoforte-speler.

## Levensloop
Oespenskaja was zeven toen ze met muziekstudies begon aan de Gnessin Staatsacademie voor Muziek, die ze in 2000 met onderscheiding afsloot.  Vervolgens studeerde ze aan het Tsjaikovski Conservatorium van Moskou, voor de piano in de klassen van Vladimir Ovtsjinnikov, Aleksej Ljoebimov en Irina Renova en voor het klavecimbel en de pianoforte Olga Martynova. Ze vervolgde in 2003-2004 haar studies aan het Conservatorium van Amsterdam  bij Bob van Asperen en Stanley Hoogland. Ze volgde ook meesterklassen bij Andreas Staier, Davitt Moroney,  Peter Donohoe, Z. Meniker, J. Schrape, C. Stembridge, Arthur Schoonderwoerd en Bart van Oort. In 2004-5 studeerde ze orgel bij Aleksej Parisjin. 
In 2004 behaalde Maria Oespenskaja de tweede prijs klavecimbel en de derde prijs pianoforte tijdens het internationaal concours in het kader van het Musica Antiqua Festival in Brugge
In 2007 werd ze docente aan het Conservatorium van Moskou en concerteerde doorheen Europa. Haar veelzijdig repertoire strekt van de Renaissance tot aan de 20ste eeuw. Ze trad onder meer vaak op in duo met Paolo Pandolfo (viola da gamba). Ze trad ook op samen met klavecinist en organist Aleksej Sjevtsjenko en met barokviolist Dmitri Sinkovski. 
Ze nam deel aan het Bachconcours 2010 in Leipzig en won er de Eerste prijs.
Oespenskaja organiseert jaarlijks in Moskou de Concertcyclus "Epochs Edges" die sinds 2003 doorgaat in de lokalen van het Conservatorium van Moskou.
Maria Oespenskaja trad in heel wat festivals op, onder meer het J. S. Bach Festival in Köthen (Duitsland, 2001), de Oleg Kagan Dedication (Moskou, 2001), het Igor Stravinsky Festival in Moskou (2002), Het Festival Oude Muziek in Utrecht (2003) en in Sopron (Hongarije, 2005), de festivals van Oude Muziek in Helsinki (Finland, 2006), Sint-Petersburg (2006-2010) en Brejitse (Slovenië, 2008), het Bach Festival in Dordrecht (2010).
Ze concerteert op klavecimbel, piano of pianoforte, hetzij solo, hetzij in duo of met ensembles en orkesten. Ze heeft onder meer geconcerteerd met Michael Chance, Paolo Pandolfo, Philippe Jaroussky, Anatoly Grindenko, Jaap ter Linden, William Dongois, Alexey Lubimov, Mark Pekarsky, Dmitry Sinkovsky, Olga Martynova, Andrey Doinikov.
Volgens de gebruikelijke transliteratie is haar naam in het Nederlands als Oespenskaja te schrijven. Zelf gebruikt ze als haar artiestennaam Uspenskaya, zoals ook op haar identiteitskaart wordt vermeld.